# Таблица характеров
Таблица характеров — двумерная таблица, строки которой соответствуют неприводимым представлениям группы, а столбцы которой соответствует классам сопряжённости элементов группы. Элементы матрицы состоят из характеров, следов матриц, представляющих группу элементов класса столбца в определяемом строкoй представлении группы.
В химии, кристаллографии и спектроскопии используются таблицы характеров точечных групп для классификации, например, колебаний молекул согласно их симметрии и предсказания, будет ли переход из одного состояния в другое запрещено по  причинам симметрии.

## Определение и пример
Неприводимые комплексные характеры конечной группы образуют таблицу характеров, в которой закодировано много полезной информации о группе G в компактной форме. Каждая строка помечена неприводимым характером, а элементами строки являются значения характера на представлениях соответствующих классов сопряжённости группы G (поскольку характеры являются функциями классов). Столбцы помечены (представителями)  классов сопряжённости группы G. Обычно первая строка помечается тривиальным характером, а первый столбец помечается (классом сопряжённости) нейтрального элемента. Элементами первого столбца являются значения неприводимых характеров на нейтральном элементе, степени неприводимых характеров. Характеры степени 1 известны как линейные характеры.
Ниже представлена таблица характеров C3 = <u> для циклической группы с тремя элементами и генератором u:
|                           | (1) | (u)                         | (u2)                        |
| 1                         | 1   | 1                           | 1                           |
| {\displaystyle \chi _{1}} | 1   | {\displaystyle \omega }     | {\displaystyle \omega ^{2}} |
| {\displaystyle \chi _{2}} | 1   | {\displaystyle \omega ^{2}} | {\displaystyle \omega }     |

где {\displaystyle \omega } — это примитивный кубический корень из единицы. Таблица характеров для циклических групп общего вида  является (с точностью до скаляра) DFT матрицей.
Другой пример — таблица характеров группы {\displaystyle S_{3}}:
|                               | (1) | (12)               | (123)              |
| {\displaystyle \chi _{triv}}  | 1   | 1                  | 1                  |
| {\displaystyle \chi _{sgn}}   | 1   | {\displaystyle -}1 | 1                  |
| {\displaystyle \chi _{stand}} | 2   | 0                  | {\displaystyle -}1 |

где (12) представляет класс сопряжённости, состоящий из (12),(13),(23), а (123) представляет класс сопряжённости, состоящий из (123),(132). О таблицах характеров симметрических групп можно почитать в статье Теория линейных представлений симметрических групп.
Первая строка таблицы характеров всегда состоит из единиц и соответствует тривиальному представлению (одномерное представление, состоящее из матриц 1×1, содержащих в качестве единственного элемента 1). Далее таблица характеров всегда квадратная, поскольку (1) неприводимые характеры попарно ортогональны и (2) никакой другой нетривиальный класс функций не ортогонален всем характерам. Это связано с важным фактом, что неприводимые представления конечной группы G имеют биекцию с её классами сопряжённости.  Эта биекция также следует из того, что суммы классов образуют базис для центра групповой алгебры группы G, которая имеет размерность, равную числу неприводимых представлений группы G.

## Отношения ортогональности
Пространство комплекснозначных функций классов конечной группы G имеет естественное скалярное произведение:
{\displaystyle \left\langle \alpha ,\beta \right\rangle :={\frac {1}{\left|G\right|}}\sum _{g\in G}\alpha (g){\overline {\beta (g)}}},
где {\displaystyle {\overline {\beta (g)}}} означает комплексное сопряжение значения {\displaystyle \beta } на g.  С учётом этого скалярного произведения неприводимые характеры образуют ортонормальный базис для пространства функций классов и дают отношение ортогональности для строк характеров таблицы:
{\displaystyle \left\langle \chi _{i},\chi _{j}\right\rangle ={\begin{cases}0&i\neq j,\\1&i=j.\end{cases}}}
Для {\displaystyle g,h\in G} отношение ортогональности для столбцов следующее:
{\displaystyle \sum _{\chi _{i}}\chi _{i}(g){\overline {\chi _{i}(h)}}={\begin{cases}\left|C_{G}(g)\right|,&g={\overline {h}}\\0&g\neq {\overline {h}}\end{cases}}}
где суммирование ведётся по всем неприводимым характерам {\displaystyle \chi _{i}} группы G и символ {\displaystyle \left|C_{G}(g)\right|} означает порядок централизатора {\displaystyle g}.
Неизвестный характер {\displaystyle \chi _{i}} неприводим тогда и только тогда, когда {\displaystyle \left\langle \chi _{i},\chi _{i}\right\rangle =1}.
Отношения ортогональности могут использоваться:
- Для разложения неизвестного характера в виде линейной комбинации неприводимых характеров.
- Для построения полной таблицы характеров, если известны лишь некоторые из неприводимых характеров.
- Для нахождения порядков централизаторов  представителей классов сопряжённости группы.
- Для нахождения порядка группы.

Более конкретно, рассмотрим регулярное представление, которое является перестановкой на конечной группе G. Характерами этого представления являются {\displaystyle \chi (e)=\left|G\right|} и {\displaystyle \chi (g)=0} для g не равного единице. Тогда для неприводимого представления {\displaystyle V_{i}},
{\displaystyle \left\langle \chi _{\text{reg}},\chi _{i}\right\rangle ={\frac {1}{\left|G\right|}}\sum _{g\in G}\chi _{i}(g){\overline {\chi _{\text{reg}}(g)}}={\frac {1}{\left|G\right|}}\chi _{i}(1){\overline {\chi _{\text{reg}}(1)}}=\operatorname {dim} V_{i}}.
Разложив регулярные представления в виде суммы неприводимых представлений группы G, мы получим {\displaystyle V_{\text{reg}}=\oplus V_{i}^{\operatorname {dim} V_{i}}}. Отсюда мы заключаем
{\displaystyle \left|G\right|=\operatorname {dim} V_{\text{reg}}=\sum (\operatorname {dim} V_{i})^{2}}
по всем неприводимым представлениям {\displaystyle V_{i}}. Сумма может помочь уменьшить размерность неприводимых представлений в таблице характеров. Например, если группа имеет порядок 10 и 4 класса сопряжённости (например, диэдральная группа порядка 10), то единственным способом выразить порядок группы в виде суммы четырёх квадратов является {\displaystyle 10=1^{2}+1^{2}+2^{2}+2^{2}}, так что мы знаем размерности всех неприводимых представлений.

## Свойства
Комплексное сопряжение действует на таблице характеров — поскольку комплексное сопряжение представления снова является представлением, это же верно и для характеров, а тогда характеры, принимающие нетривиальные комплексные значения, имеют сопряжённые характеры.
Некоторые свойства группы G могут быть выведены из таблицы характеров:
- Порядок группы G определяется суммой квадратов элементов первого столбца (степеней неприводимых характеров). (См. Применение леммы Шура[англ.].) Более обще, сумма квадратов абсолютных значений элементов любого столбца даёт порядок централизатора элемента соответствующего класса сопряжённости.
- Все нормальные подгруппы группы G (а также является ли группа G простой) могут быть распознаны из таблицы характеров. Ядром характера {\displaystyle \chi } служит множество элементов g группы G, для которых {\displaystyle \chi (g)=\chi (1)}. Это нормальная подгруппа группы G. Любая нормальная подгруппа группы G является пересечением ядер некоторых неприводимых характеров G.
- Порождённая подгруппа группы G является пересечением ядер линейных характеров группы G. В частности, G абелева тогда и только тогда, когда все её неприводимые характеры линейны.
- Из некоторых результатов Ричарда Брауэра в теории модулярных представлений[англ.] вытекает, что простые делители порядков элементов каждого класса сопряжённости конечной группы могут быть выведены из таблицы характеров группы (наблюдение Грэма Хигмана).

Таблица характеров в общем случае не определяет группу с точностью до изоморфизма. Например, группа кватернионов Q и диэдральная группа из 8 элементов (D4) имеют одну и ту же таблицу характеров. Брауэр задал вопрос, определяет ли таблица характеров, вместе со знанием, как распределены степени элементов классов сопряжённости, конечную группу с точностью до изоморфизма. В 1964 на вопрос ответил отрицательно Е. К. Дейд.
Линейные характеры образуют группу характеров, которая имеет важную связь с теорией чисел.

## Внешние автоморфизмы
Группа внешних автоморфизмов действует на таблице характеров путём перестановки столбцов (классов сопряжённости) и, соответственно, строк, которые дают другую симметрию таблице. Например, абелевы групп имеет внешний автоморфизм {\displaystyle g\mapsto g^{-1}}, являющийся нетривиальным, за исключением элементарных абелевых 2-групп, и внешним, поскольку абелевы группы — это в точности те, для которых сопряжения (внутренние автоморфизмы) действуют тривиально. В примере {\displaystyle C_{3}} выше, это отображение переводит {\displaystyle u\mapsto u^{2},u^{2}\mapsto u,} и, соответственно, переключает {\displaystyle \chi _{1}} и {\displaystyle \chi _{2}} (переставляет их значения {\displaystyle \omega } и {\displaystyle \omega ^{2}}).Заметим, что этот автоморфизм (обратный в абелевых группах) согласуется с комплексным сопряжением.
Формально, если {\displaystyle \phi \colon G\to G} является автоморфизмом группы G и {\displaystyle \rho \colon G\to \operatorname {GL} } является представлением, тогда {\displaystyle \rho ^{\phi }:=g\mapsto \rho (\phi (g))} является представлением. Если {\displaystyle \phi =\phi _{a}} является внутренним автоморфизмом (сопряжение с некоторым элементом a), тогда он действует тривиально на представлениях, поскольку представления являются классами функций (сопряжение не меняет их значение). Это даёт класс внешних автоморфизмов, который действует на характеры.
Это отношение можно использовать двумя путями: если дан внешний автоморфизм, можно сделать новые представления и наоборот, можно сузить возможные внешние автоморфизмы, основываясь на таблице характеров.